# 9119 Georgpeuerbach
9119 Georgpeuerbach (1998 DT) là một tiểu hành tinh vành đai chính.